# Dales Pony
Il Dales Pony è una razza di pony, originaria del Regno Unito. Prende il suo nome dai Dales, le vallate della parte orientale dei monti Pennini . È molto simile al vicino Fell, con cui condivide molti tratti.

## Storia della razza
Il Dales nasce quando, nel 122 d.c. i Romani portarono in Inghilterra il cavallo frisone. Con il tempo a questa razza si unì anche il pony Galloway scozzese, razza oggi estinta. Così nacquero i Dales-Galloway, e, con un'ottima selezione, i Dales moderni.

## Morfologia
Il Mantello è generalmente morello, chiara eredità del Frisone, ma sono anche presenti Grigio e Baio.La testa è piccola, a profilo rettilineo, con fronte larga e occhi ben distanziati. Le orecchie sono piccole e appuntite , le narici invece sono ampie. Il Collo è arcuato, lungo e molto muscoloso, ricoperto da folta Criniera. Le spalle sono più pesanti e meglio inclinate di quelle dei Fell. Il garrese è di medie dimensioni, il torace è ampio con costole ben estese. La groppa è ampia e muscolosa, con attaccatura della coda bassa. Gli avambracci sono corti e forti, gli stinchi sono piatti, i garretti bassi. I pastorali sono corti e ben inclinati, i tendini sono robusti e asciutti. I piedi sono di ottima conformazione: dotati di apertura sui talloni, con unghia spessa.

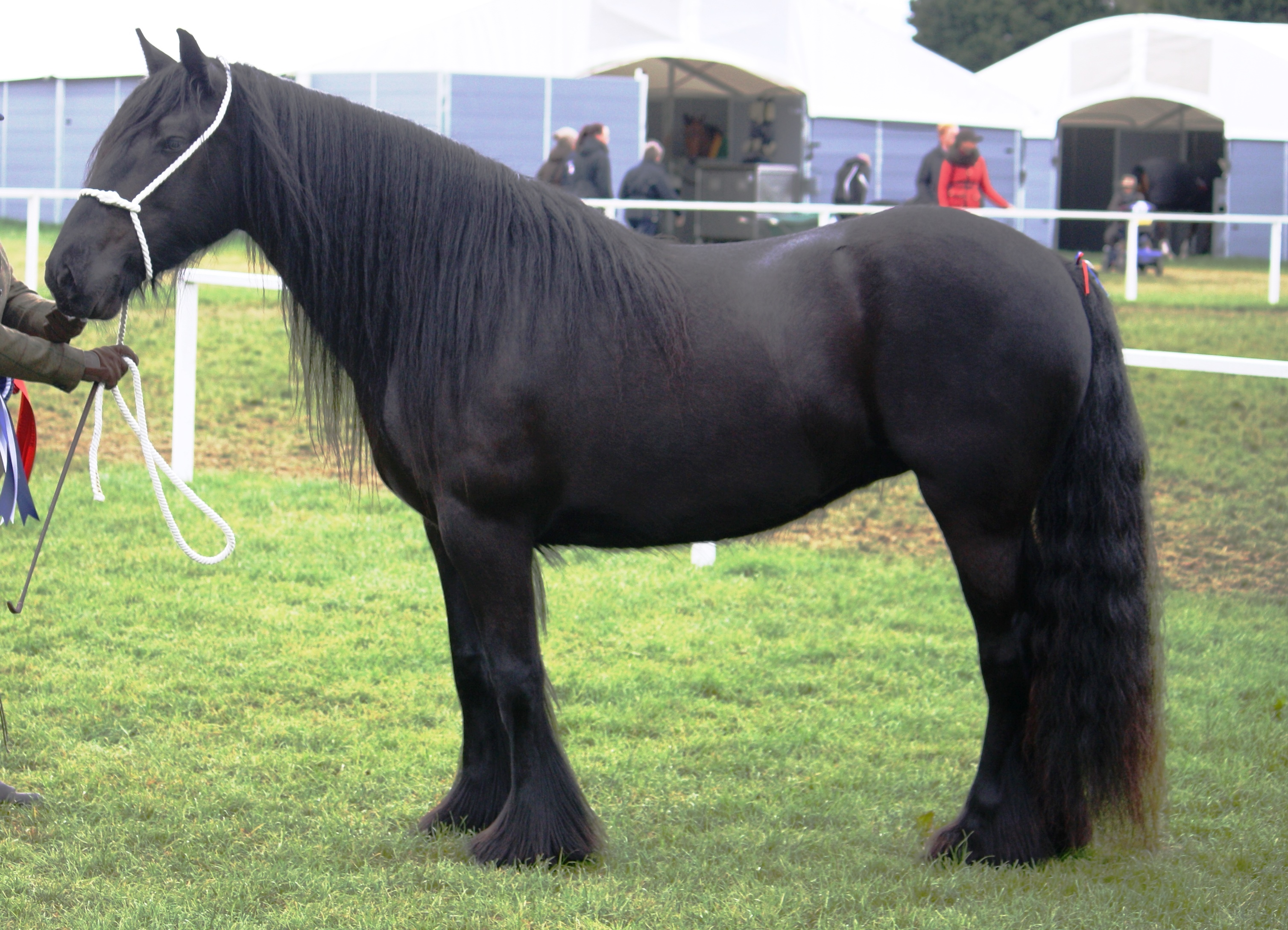
Un Dales ad una fiera

## Utilizzo
Durante la rivoluzione industriale ha lavorato nelle più importanti miniere di Piombo inglesi, trasportando carichi pesanti fino ai porti sul fiume Tyne.Impiegato soprattutto in agricoltura, oggi è anche un ottimo pony da sella.